# Joseph Parecattil
Joseph Parecattil (Kidangoor, 1º aprile 1912 – Kochi, 20 febbraio 1987) è stato un cardinale indiano.

## Biografia
Nacque il 1º aprile 1912 a Kidangoor.
Papa Paolo VI lo elevò al rango di cardinale nel concistoro del 28 aprile 1969.
Ebbe la presidenza della commissione per la codificazione del diritto canonico delle Chiese orientali.
Morì il 20 febbraio 1987 a Kochi all'età di 74 anni.

## Genealogia episcopale e successione apostolica
La genealogia episcopale è:
- Cardinale Scipione Rebiba
- Cardinale Giulio Antonio Santori
- Cardinale Girolamo Bernerio, O.P.
- Arcivescovo Galeazzo Sanvitale
- Cardinale Ludovico Ludovisi
- Cardinale Luigi Caetani
- Cardinale Ulderico Carpegna
- Cardinale Paluzzo Paluzzi Altieri degli Albertoni
- Papa Benedetto XIII
- Papa Benedetto XIV
- Papa Clemente XIII
- Cardinale Marcantonio Colonna
- Cardinale Giacinto Sigismondo Gerdil, B.
- Cardinale Giulio Maria della Somaglia
- Cardinale Carlo Odescalchi, S.I.
- Cardinale Costantino Patrizi Naro
- Cardinale Lucido Maria Parocchi
- Papa Pio X
- Papa Benedetto XV
- Papa Pio XII
- Cardinale Eugène Tisserant
- Cardinale Joseph Parecattil

La successione apostolica è:
- Vescovo Sebastian Mankuzhikary (1970)
- Arcivescovo Jacob Thoomkuzhy (1973)
- Vescovo Joseph Pallikaparampil (1973)
- Vescovo Joseph Irimpen (1974)
- Vescovo George Punnakottil (1977)
- Vescovo Paulinus Jeerakath, C.M.I. (1977)
- Vescovo Jonas Thaliath, C.M.I. (1977)
- Vescovo Gratian Mundadan, C.M.I. (1977)
- Vescovo James Pazhayattil (1978)
- Vescovo Dominic Kokkat, C.S.T. (1984)